# Château normand-aragonais (San Nicandro Garganico)
Le château normand-aragonais, est un château médiéval, situé dans le centre historique de San Nicandro Garganico dans la province de Foggia dans les Pouilles,.

## Description
Situé sur ce qui devait être dans l'Antiquité une colline stratégique (224 m d'altitude) du point de vue logistique et militaire, le château a une base trapézoïdale, dont les côtés sont disposés grossièrement selon les points cardinaux : du côté nord se trouvent deux tours à base quadrangulaire, dont l'une est celle originale de la première période ; sur le côté sud, les deux tours aragonaises à base circulaire adossées à l'église mère.

## Histoire
D'après les sources historiques, le premier bâtiment devait être constitué d'une tour de guet et de défense, où une garnison de soldats était déjà stationnée à l'époque normande.
Le château était la résidence de l'empereur Frédéric II le Souabe, en effet, il était utilisé par ce dernier comme base pour ses séjours de chasse dans le Gargano, par le roi Manfred de Sicile et était également un refuge secret pour le pape Célestin V.
À l'époque aragonaise, probablement sous les seigneurs féodaux Della Marra, la construction du château dans son périmètre actuel fut rattachée à la tour, et des créneaux furent réalisés sur le premier noyau résidentiel : cette puissante intervention se trouve sur les tours circulaires du côté sud et celles qui subsistent sur le mur ouest.
Au XVIe siècle, on constate cependant l'embellissement de la porte d'accès orientale avec la construction d'une loggia qui reliait le château à un grand palais construit entre la porte et les murs est du castellum ; à la même époque, contre les murs ouest, fut construit un palais (le Palazzo Fioritto), qui abrite la bibliothèque municipale A. Petrucci et le musée ethnographique de la civilisation rurale.
D'autres interventions, probablement à des fins défensives ou en raison de l'adaptation à de nouveaux besoins logistiques, ont eu lieu à l'époque baroque et enfin vers le milieu du XXe siècle, lorsqu'elle a été rénovée intérieurement pour devenir une résidence privée : la nouvelle entrée a été créée du côté est du château et, par conséquent, le pont-levis qui surplombait la chaussée actuelle a été définitivement fermé.
En février 2020, le château est devenu la propriété de la municipalité de San Nicandro Garganico.

## Galerie

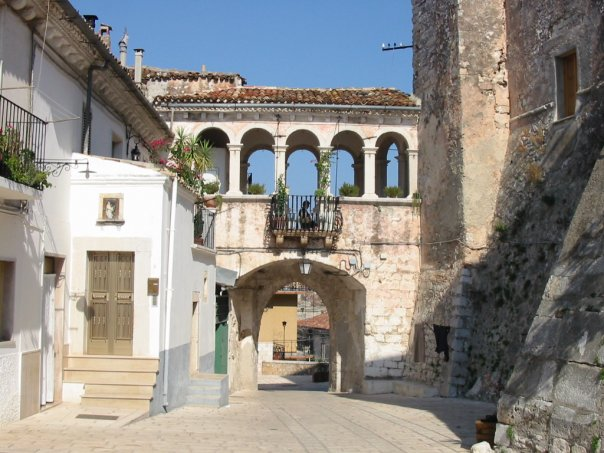
La loggia.
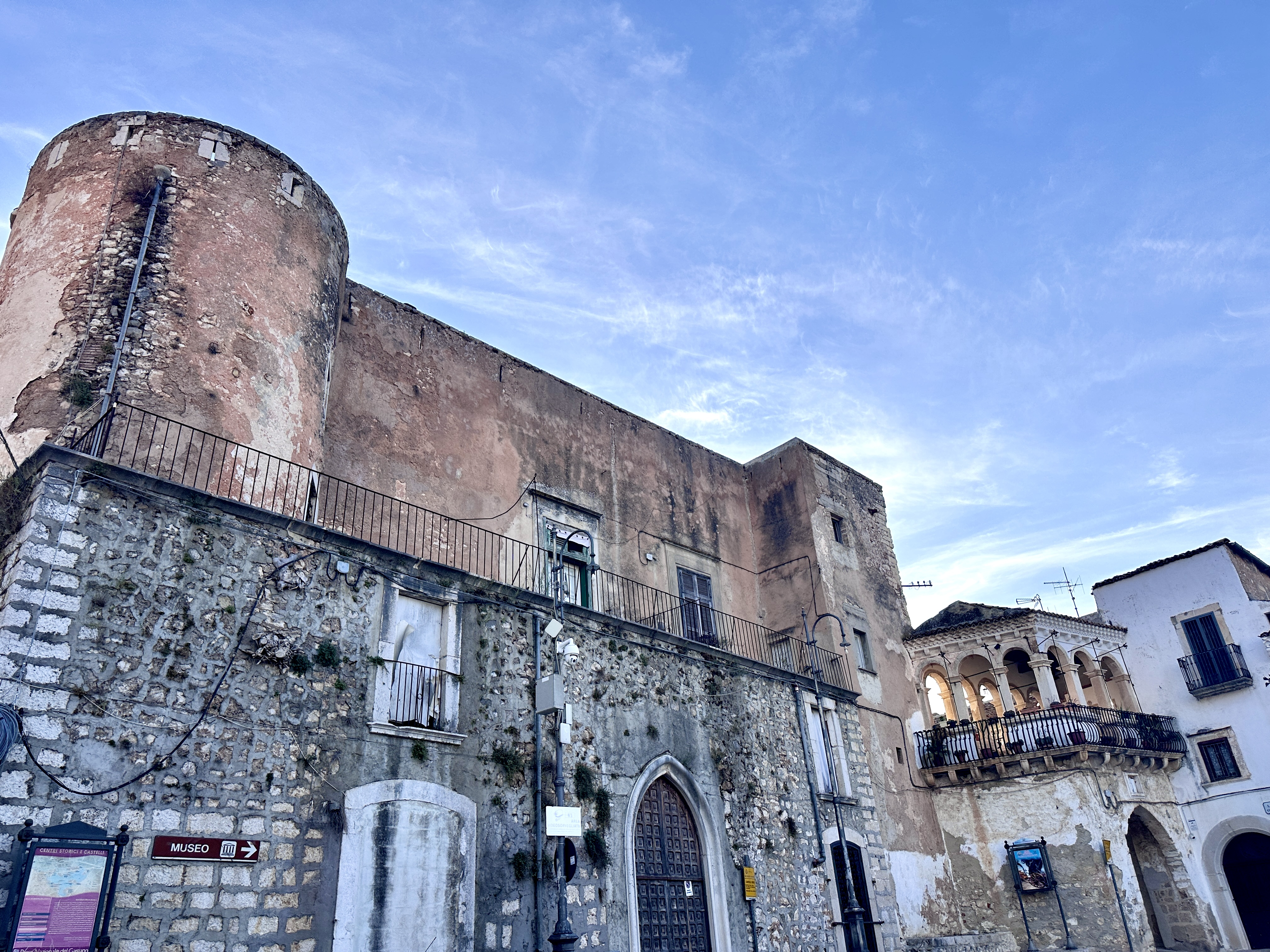
La tour circulaire.